# Зуев, Артём Вячеславович
 Артём Вячеславович Зуев (род. 7 декабря 1972, Москва, СССР) — российский управленец, бизнесмен, частный инвестор. Кандидат политических наук.
Основатель холдинговой компании С.Р.Assets Management.

## Образование
В 1994 году окончил Российскую государственную академию физической культуры.
В 1997 году окончил Всероссийский заочный финансово-экономический институт по специальности «Финансы и кредит».
В 2006 году окончил программу MBA «Политические и бизнес коммуникации» в Национальном исследовательском университете «Высшая школа экономики».
В 2011 году Институтом социологии Российской академии наук Зуеву присуждена степень кандидата политических наук.

## Карьера
В конце 1990-х Артём Зуев занимался инвестиционной деятельностью. Совместно с партнером, был собран контрольный пакет акций Волжского подшипникового завода, а после покупки Московского подшипникового завода была создана Европейская подшипниковая корпорация.
С 1994 по 1997 годы работал старшим экспертом в коммерческом банке «Российский кредит».
В 2002 году Зуев организовал и возглавил независимую Ассоциацию производителей подшипников.
В 2003 стал президентом в Европейской подшипниковой корпорации (ЕПК).
В 2006 Зуев продал свою долю в ЕПК (25 %) партнерам и был приглашён развивать горнорудный бизнес в Казахстане.
С 2007 по 2009 годы занимал должность заместителя генерального директора инвестиционной компании «Эффективная энергия», принадлежавшей Василию Анисимову. Компания развивала уранодобывающие предприятия ТОО «Каратау» и ТОО «Акбастау», работающие на Будёновском месторождении урана.
С 2009 по 2013 годы был генеральным директором консалтинговой компании «КДМ Груп», специализирующейся на реструктуризации и развитии проблемных бизнес-активов.
В 2010 году совместно с Василием Анисимовым стал одним из бенефициаров казахстанского ТОО «Степногорский горно-химический комбинат» (СГХК) и входящего в него ТОО «Степногорский металлургический завод» — градообразующих предприятия Степногорска, осуществляющие добычу и переработку медно-молибденовой руды, а также урановых руд с участков № 5, 6 и 7 Будёновского месторождения с получением концентрата природного урана. Акционеры продали СГХК в декабре 2022.
В 2013 году для консолидированного управления собственными инвестиционными проектами Зуев создал холдинговую компанию «C.P. Assets Management». Компания специализируется на инвестициях в реальный сектор экономики и управлении крупными предприятиями, которые под управлением «C.P. Assets Management» показывают кратный рост капитализации.C.P. Assets Management» является многопрофильным холдингом, успешно реализующим проекты в сфере телекоммуникаций, в девелопменте, сельском хозяйстве, в банковском и финансовом секторах, а также энергетике.

## Личная жизнь
Артём Зуев женат на Снежане Георгиевой, владелице и управляющей винодельческими хозяйством «Золотая балка». У супругов двое детей: старшая дочь Соня (род. 2004) и сын Георгий (род. 2010).